# Axintele, Ialomița
Axintele este satul de reședință al comunei cu același nume din județul Ialomița, Muntenia, România.